# 費薩拉巴德車站
費薩拉巴德車站是位於巴基斯坦旁遮普省費薩拉巴德的一座鐵路車站，建於1896年英屬印度時期。車站有三座月台，費薩拉巴德車站可通往許多巴基斯坦的重要城市如卡拉奇、拉合爾、拉瓦爾品第、伊斯蘭堡、白沙瓦、奎達等。